# Khirbet Qeis
Khirbet Qeis, en arabe : كفر الديك, est un village du gouvernorat de Salfit en Palestine devenu, en 2010, un quartier de la ville de Salfit . Il est situé à 4 kilomètres au sud de Salfit au nord de la Cisjordanie.
Selon le recensement du bureau central palestinien des statistiques, la localité compte une population de 273 habitants en 2017.